# Wilhelm Gyula
Wilhelm Gyula (Budapest, 1901. június 25. – 1979. december 10.) labdarúgó, fedezet. A sportsajtóban Wilhelm II néven volt ismert.

## Pályafutása
1919 és 1922 között volt az FTC játékosa, ahol egy bajnoki ezüst- két bronzérmet és egy magyar kupa-győzelmet szerzett. A Fradiban összesen 36 mérkőzésen szerepelt (14 bajnoki, 14, nemzetközi, 8 hazai díjmérkőzés).

## Sikerei, díjai
- Magyar bajnokság
  - 2.: 1921–22
  - 3.: 1919–20, 1922–23
- Magyar kupa
  - győztes: 1922